# Leontiniidae
I leontiniidi (Leontiniidae) sono una famiglia di mammiferi erbivori estinti, appartenenti ai notoungulati. I fossili sono stati ritrovati in Sudamerica in terreni che vanno dall'Eocene medio al Miocene medio (circa 45 - 15 milioni di anni fa).

## Descrizione
Questi animali erano di costituzione pesante e dalle zampe quasi colonnari. Il cranio, relativamente corto, era dotato di dentatura brachidonte o mesodonte e di incisivi allungati simili a zanne; solitamente gli incisivi simili a canini erano il terzo incisivo inferiore e il secondo incisivo superiore (ad esempio in Leontinia e Ancylocoelus), ma in alcune forme l'incisivo superiore a forma di zanna era il primo (Scarrittia e Anayatherium). Forme primitive e antiche come Martinmiguelia erano animali di medie dimensioni con una dentatura brachidonte, ma forme successive come Leontinia e Scarrittia erano di grosse dimensioni, lunghe anche 2 metri e pesanti vari quintali. Le ultime forme, come Huilatherium, erano pesanti anche 500 chilogrammi e molto specializzati.

## Classificazione
I leontiniidi sono una famiglia di notoungulati, un gruppo di mammiferi sudamericani comprendenti numerose forme di varie dimensioni e morfologia; i leontiniidi vennero descritti per la prima volta da Florentino Ameghino nel 1895; tra i generi appartenenti a questa famiglia, sono da ricordare gli arcaici Martinmiguelia e Coquenia dell'Eocene, mentre nell'Oligocene sono noti i più grandi Scarrittia, Leontinia, Ancylocoelus, Anayatherium, Elmerriggsia, Taubatherium e Gualta, provenienti principalmente dall'Argentina e dal Brasile. Le ultime forme sono del Miocene e provengono dalla Colombia (Huilatherium), dall'Argentina e dal Brasile (Colpodon).
```
o †
Leontiniidae

  `--+--o †"leontiniidi arcaici"
     |  |-- †
Martinmiguelia

     |  |-- †
Coquenia

     |  `-- †
Elmerriggsia

     `--+--o †"Tropical clade"
        |  |-- †
Taubatherium

        |  `-- †
Huilatherium

        `--o †"Patagonian clade"
           |-- †
Colpodon

           |-- †
Ancylocoelus

           |-- †
Anayatherium

           |-- †
Gualta

           `--+-- †
Scarrittia

              `-- †
Leontinia
```